# Can Piera
Can Piera és un edifici al nucli urbà de la població de Portbou (Alt Empordà), al bell mig del terme, formant cantonada entre la Rambla Catalunya i el carrer de l'Alcalde Miquel Cabré. i catalogat a l'Inventari del Patrimoni Arquitectònic de Catalunya. Segons el fons documental del COAC, encara que no té notícies històriques directes, es tracta d'una construcció del 1888.
Edifici cantoner envoltat de jardí de planta rectangular, amb la coberta de teula de quatre vessants i distribuït en planta baixa i pis. La façana principal, orientada a llevant, presenta unes escales de dos trams per accedir a la porta d'accés. Totes les obertures són rectangulars, amb els emmarcaments d'obra i la llinda decorada amb motius vegetals. Les del pis presenten baranes d'obra decorades per delimitar-les. Una motllura decorativa marca la divisòria entre les dues plantes. El parament està coronat per un plafó decorat central i una cornisa sostinguda per mènsules, amb palmetes als extrems. La façana de tramuntana presenta un cos adossat que s'alinea amb la línia de façanes de la rambla. És de planta quadrada, cobert per una terrassa amb balustrada al pis i format, en origen, per un porxo que presenta els buits tapiats. Aquests buits estan decorats amb columnetes amb capitells vegetals i grans pedestals al basament, i estan delimitats per baranes de ferro treballat. L'interior està distribuït en tres crugies perpendiculars a la façana d'accés, dividides en tres parts cadascuna, i amb l'escala d'accés al pis situada al mig de la crugia central. La construcció presenta els paraments exteriors revestits per un placat horitzontal emblanquinat.